# Преображенская церковь (Рига)
Преображенская церковь — православный храм в Риге. Расположен в историческом районе Саркандаугава, недалеко от одноимённой железнодорожной станции. Заложен 10 сентября 1889 года, освящён 5 августа 1890 года.

## История
Открытие прихода и построение православного храма в этой местности было крайне необходимо, так как среди тогдашнего десятитысячного населения Александровской высоты (как назывался этот район в XVIII–XIX веках) и её окрестностей насчитывалось до 1000 душ православных, которым далеко и затруднительно было ходить в городские храмы Божии.
Заботы и дело о построении здесь храма возникли давно, ещё при Рижском Епископе Филарете I, но не имели успеха до вступления в 1887 году в управление Рижской епархией Преосвященного Арсения.
В 1847 году началась переписка между Рижским епископом Филаретом I и гражданским начальством о постройке православной церкви и назначении особого причта для содержащихся в богоугодном заведении приказа общественного призрения на Александровской высоте и работавших на близлежащих фабриках рабочих. За отказом Синода (1848—1850 гг.) отпустить из своих средств сумму на постройку церкви и за неимением местных средств, решено было в 1852 году обратиться к частной благотворительности. По выданным сборным книжкам до 1854 г. было собрано только 393 руб. 90 коп. Хотя по ходатайству Рижского Епархиального Начальства городом отведено было безвозмездно и место под постройку церкви около самого богоугодного заведения Александровской высоты, а вместе с этим, по поручению Епархиального Начальства, был составлен план и смета на постройку деревянной церкви на 300 молящихся, но за недостатком средств, дело о постройке этой церкви осталось без движения более 20 лет, а на отведённом некогда месте были построены аптека, дом лютеранского пастора и лютеранское училище.
В 1878 году Епископ Филарет II вновь возбудил вопрос о церкви на Александровской высоте. Вместо застроенного места Епархиальное Начальство просило об отводе под церковные постройки того места, на котором находился запечатанный, бывший некогда общим для православных и лютеран молитвенный дом (на грунте богоугодного заведения), но Лифляндский губернатор отказал в просьбе на том основании, что место, на котором стоял молитвенный дом, будто-бы необходимо для возведения других построек заведения, а материал этого дома будто бы Рижский магистрат просит для «Евангелически-лютеранских установлений». Преосвященный Донат продолжал дело своего предшественника. По предложению Епархиального Начальства военный протоиерей И. М. Попов принял на себя труд собирания доброхотных подаяний на построение Александро-высотской церкви, и в течение года им собрано было до 1860 руб. Но и этих денег вместе с собранными в 1850-х годах было недостаточно для постройки новой церкви, а потому дело опять осталось без дальнейшего движения до 1887 года.
Узнав в конце 1887 года о существовании Александровской высоты и крайней необходимости для неё отдельной церкви, Высокопреосвященный Арсений, с присущей ему энергией, принялся за это дело. По ходатайству и благодаря усиленным хлопотам этого Архипастыря отведён был Рижской Городской Думой необходимый грунт под постройку церкви и школьно-причтовых зданий вблизи полустанции Мюльграбенской железной дороги «Александровская высота» (ныне станция «Саркандаугава»), с уплатой ежегодно в пользу города по 1 рублю. А после многих хлопот, по Высочайшему повелению, безвозмездно было уступлено здание закрытого молитвенного дома (служившего некогда и для православных и для лютеран в религиозных нуждах) на снос для построения новой церкви. Для ускорения дела постройки храма одному из членов Консистории было поручено ведение его с обязательством 2 раза в месяц лично являться к Владыке с словесным докладом о ходе дела. Постройка церкви под наблюдением строительного комитета и епархиального архитектора сдана по подряду за 4042 рубля. Ввиду недостаточности средств на внутреннюю отделку церкви строительным комитетом, во время постройки церкви, производился сбор доброхотных подаяний, при котором было собрано 469 руб. 6 коп. Щит иконостаса и несколько икон были испрошены у Иллукстского женского монастыря, часть икон (6) и некоторая утварь получены из Усть-Двинской крепостной церкви, а четыре иконы вновь написаны. «Видимо, Господь благословил наше дело, — говорил Высокопреосвященный Арсений при освящении этого храма. — Не прошло ещё года с закладки его, а ныне мы его освятили». Владыка дивился и душевно радовался скорому и успешному окончанию при нём дела о построении храма на Александровской высоте, благодаря Бога за успех.